# Jüdischer Friedhof der Landesanstalt Görden

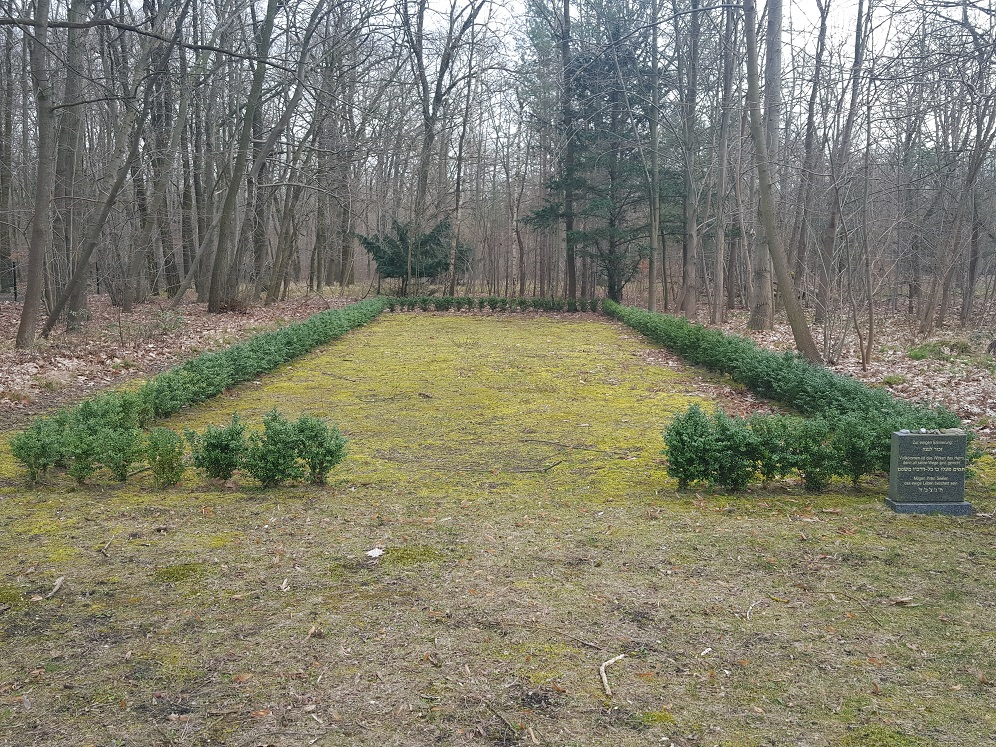
Der Jüdische Friedhof der ehemaligen Landesanstalt Görden

Der Jüdische Friedhof der Landesanstalt Görden ist ein ehemaliger jüdischer Friedhof auf dem Gelände der vormaligen Landesanstalt Görden (seit 2006 Asklepios Fachklinikum Brandenburg) in Brandenburg an der Havel und einer von zwei jüdischen Friedhöfen in der Stadt.

## Geschichte
Auf dem Gelände der ursprünglichen Landesirrenanstalt Görden, später Landesanstalt Görden, wurde ein eigener Friedhof für verstorbene Patienten jüdischen Glaubens errichtet. Er schloss sich unmittelbar an den christlichen Anstaltsfriedhof an. Der jüdische Friedhof wurde in den frühen 1920er Jahren angelegt. Die erste Bestattung fand 1922 statt. Insgesamt wurde der Friedhof 19 Jahre betrieben und 46 Personen bestattet. Die letzte Beerdigung fand unter den Nationalsozialisten 1941 statt. In der Zeit des Euthanasieprogramms T4 der Nazis an Patienten der Landesanstalt starben ab 1940 in Brandenburg an der Havel drei jüdische Patienten, die auf dem Friedhof beigesetzt wurden. Wie aus Krankenhausakten zu entnehmen ist, wurden wahrscheinlich mindestens zwei von ihnen ermordet.
Nachdem das Gräberfeld jahrzehntelang nicht gepflegt wurde, überwucherte es immer mehr mit Wald. Die Grabsteine gingen verloren. Im Jahr 2006 wurde der Friedhof wieder hergerichtet. Das Friedhofsgelände wurde mit finanziellen Mitteln des Landes Brandenburg in Höhe von 3500 Euro rekonstruiert. Ein Gedenkstein mit deutscher und hebräischer Inschrift wurde aufgestellt.